# Ouray (Kolorado)
Ouray – miasto w Stanach Zjednoczonych, w stanie Kolorado, siedziba administracyjna hrabstwa Ouray.